# Gelu Ionescu
Gelu Ionescu, pe numele real Gheorghe Ionescu, (n. 8 iunie 1937, Galați, România) este un critic literar, istoric literar, eseist, cronicar cinematografic și memorialist român, care trăiește în Germania începând din 1983.
A absolvit cursurile Facultății de Limba și Literatură Română ale Universității din București (1963) și a predat apoi timp de 19 ani (1963–1982) în învățământul superior, la Catedra de literatură comparată și teorie literară a aceleiași facultății. În anul 1982 a emigrat în Franța, unde a cerut azil politic, apoi s-a stabilit în Republica Federală Germania și a lucrat în perioada 1983–1995 ca jurnalist la secția română a postului Radio Europa Liberă de la München. După mutarea sediului postului de radio la Praga, Gelu Ionescu și-a reluat cariera didactică după 13 ani de întrerupere și a predat timp de șapte ani (1995–2002) ca lector de limba și literatura română la Seminarul de romanistică al Universității din Heidelberg.

## Biografie

### Copilăria și studiile
S-a născut la 8 iunie 1937 în orașul Galați, în familia proprietarului agricol, licențiat în drept, Ghiță Ionescu și a soției sale, Antoaneta (n. Constantinescu). A urmat cursurile primare la Galați (1944–1949), cursurile gimnaziale la Școala Generală nr. 2 din Târgu Ocna și apoi cele secundare la Liceul Teoretic „Oituz” (azi Colegiul Național „Costache Negri”) din Târgu Ocna, pe care le-a absolvit în anul 1954.
Anii adolescenței i-a petrecut în orașul Târgu Ocna, unde se mutaseră părinții săi. Orașul adolescenței sale, care era în acea vreme un târg de provincie tipic moldovenesc „cu strada mare, frizeria, bodega și grădina publică (...), cu casele ascunse de pomi și flori, cu oameni, pe care se întipărise, fără ca ei să-și dea seama, acel profil al suficienței, naivității, al bunătății tîmpe, dar încurajatoare și generoase, al indiscreției și al incapacității de a pricepe «lumea»”, i-a stârnit ulterior „o nostalgie evident livrescă”. Fața orașului se schimba în anii 1950, iar casa cu pomi a bunicilor săi a fost demolată pentru a face loc unui cartier muncitoresc.
A frecventat timp de trei ani (1954–1957), fără a finaliza, studii de inginerie la Institutul de Mine din București, secția topografie minieră, apoi a urmat cursurile Facultății de Limba și Literatură Română a Universității din București (1958–1963), avându-i ca profesori, printre alții, pe Tudor Vianu, Edgar Papu, Paul Cornea, Ov. S. Crohmălniceanu, Boris Cazacu și Valeria Guțu Romalo. Nu a avut prieteni în anii studenției, deoarece se temea să i se descopere adevărata origine socială (ascunsă în dosarul de la cadre), așa cum pățiseră deja unii studenți care fuseseră exmatriculați în urma unor ședințe publice de demascare, și a citit foarte mult.

### Cariera universitară din România
După absolvirea studiilor universitare, a rămas în învățământul superior ca preparator, asistent și apoi lector de literatură comparată la Catedra de literatură comparată și teorie literară a aceleiași facultății (1963–1982), fiind inițial asistentul profesorului Tudor Vianu, alături de Matei Călinescu, Sorin Alexandrescu și Dan Grigorescu. În anul 1973 (sau, după altă sursă, 1974) a obținut titlul de doctor în filologie al Universității din București cu o teză de literatură comparată despre Eugen Ionescu. S-a împrietenit în acei ani cu Matei Călinescu, Victor Ciobanu, Mircea Martin, Vlad Georgescu, Roger Câmpeanu, Radu Cosașu, Laurențiu Ulici, Ștefan Augustin Doinaș, Ion Ianoși, Mircea Zaciu și Ion Negoițescu.
Perioada de cenzură aproape încetase la începutul anilor 1960 și se putea vorbi despre orice scriitor, iar Gelu Ionescu a predat cursuri de istorie a literaturii și de literatură comparată, determinându-i pe studenți să citească o bibliografie minimă și familiarizându-i astfel cu marile curente literare și cu marii scriitori, cu toate că literatura universală contemporană circula greu în România. Relația cu studenții a fost stimulatoare pentru profesorul Gelu Ionescu, oferindu-i ocazia să contribuie la modelarea caracterului lor. Potrivit propriei mărturisiri, „contactul cu tinerii, cu studenții, a fost, pentru întreaga mea viață, extrem de stimulant, de reconfortant și dătător de vitalitate și optimism. O permanentă întinerire, cu atît mai resimțită cu cît înaintam în vîrstă. Plăcerea, bucuria, satisfacția plenară, alături de responsabilitatea adîncă dar nu sufocantă pe care mi le-au procurat actul de a învăța pe alții – sau iniția – a fost pentru mine fundamental”. Printre studenții pe care i-a avut în cei 19 ani de carieră universitară în România se numără Mircea Cărtărescu (pe care l-a descris ulterior ca un „student excepțional”), Cristian Teodorescu, Mariana Marin, Călin Mihăilescu, Liviu Papadima, Rodica Zafiu, Traian Ungureanu și Ioana Pârvulescu. Debutul literar al studenților (formați îndeosebi la cenaclurile lui Nicolae Manolescu și Ov. S. Crohmălniceanu) i-a făcut pe profesori „bucuroși de înnoire”, iar Gelu Ionescu a simțit apariția generației literare a optzeciștilor, care voiau să scrie altfel decât scriitorii din generația lui Nichita Stănescu deoarece nu se confruntaseră cu presiunile ideologice din „obsedantul deceniu” și doreau să creeze o literatură realistă mai distanțată de politica vremii.
Gelu Ionescu a simțit „dezghețul” politic din anii 1960 și a sperat că situația social-culturală a României se va schimba în bine. În acei ani au început să ajungă în țară cărți și reviste din Occident, iar unii profesori tineri (precum Matei Călinescu, Vlad Georgescu și Ion Vianu) au plecat cu burse în străinătate. Vremea dogmatismului ideologic părea că apusese, iar revistele literare (printre care Gazeta literară, Viața Românească sau Echinox) erau din ce în ce mai bune. Cu toate acestea, rolul politic al lui Ceaușescu a devenit curând „nefast”, iar, potrivit profesorului Ionescu, „mentalitatea rurală” a liderului comunist a deschis calea unui naționalism reacționar care cultiva ideea conspirației antiromânești și a necesității promovării „specificului” național în detrimentul valorilor occidentale, blocând astfel progresul României. Gelu Ionescu a simțit sfârșitul acestui „dezgheț” la începutul anilor 1970, când studiul său despre opera lui Eugen Ionescu a fost respins de la publicare în 1973 de Marin Preda, directorul Editurii Cartea Românească, pe motiv că dramaturgul francez de origine română „ne cam înjură”. Activitatea de elaborare a cărții fusese laborioasă (doar reconstituirea listei articolelor durase peste un an și jumătate). Cartea, care era o cercetare de început asupra tinereții literare a lui Eugen Ionescu și fusese „scrisă cu mare prudență”, a fost respinsă apoi an de an de la publicare de profesorul Ion Dodu Bălan, vicepreședintele Consiliului Culturii și Educației Socialiste, ceea ce i-a creat autorului o stare de scârbă. Câțiva ani mai târziu, Gelu Ionescu a fost convocat la Securitate și nevoit să dea declarații timp de câteva ore, atunci când Vlad Georgescu a fost arestat.

### Emigrarea
Plecarea, rând pe rând, în străinătate a prietenilor Matei Călinescu, Ion Vianu, Ion Negoițescu și Vlad Georgescu l-a determinat pe Gelu Ionescu să ia hotărârea de a emigra, hotărâre cu care familia sa nu a fost inițial de acord. El a părăsit România comunistă în noiembrie 1982, „din disperare” față de cenzura politică tot mai intensă, din lipsa unei perspective profesionale și, de asemenea, din dorința ca fiica lui să trăiască într-un mediu social liber și neatins de propaganda comunistă, și a solicitat azil politic în Franța, iar ulterior s-a stabilit în Germania. Plecarea sa a fost mai degrabă un „noroc”, mărturisea el mai târziu, recunoscând că a avut „o ocazie prielnică” și că nu credea că „dacă rămînînd, aș fi ajuns la curajul și riscul disidenței”.
În anul următor a fost angajat, la invitația prietenului său, Vlad Georgescu, ca jurnalist la secția română a postului Radio Europa Liberă de la München, lucrând în perioada 1983–1995 ca „Program Editor”, apoi „Senior Program Editor”, coordonând emisiunile culturale săptămânale „Perspective europene” (care prezenta informații culturale și artistice din Europa și se concentra pe actualitatea și perspectiva culturii și artelor) și apoi „Actualitatea culturală românească” (pe care a preluat-o de la Monica Lovinescu și Virgil Ierunca) și contribuind cu comentarii politice, sociale, culturale și literare. A încercat să-și răscumpere prin emisiunile sale, potrivit propriilor afirmații, lașitatea de a nu protesta public împotriva regimului totalitar comunist din România. Transcrierile emisiunilor realizate de el în cadrul programului „Actualitatea culturală românească” au fost depuse la Biblioteca Română din Freiburg. În cursul anilor 1980 nu s-a gândit că regimul comunist din România se va prăbuși și a suferit din cauza lipsei prietenilor și a mamei sale. A continuat să citească literatură română în acei ani și a vorbit despre ea la microfonul postului de radio.
În cursul anilor 1980, Gelu Ionescu a dezvăluit, de la microfonul postului Radio Europa Liberă, situația reală a României comuniste: teroarea agresivă, respingerea liberalizării și reformelor social-economice, foametea și frigul instaurate în țară, refuzul puterii de a dialoga cu poporul, înăbușirea oricărei forme de protest sau de disidență, propaganda mincinoasă din presa românească etc. și a susținut că „Ceaușescu și oligarhia din juru-i s-a instituit prin forță și refuz ca singur proprietar al țării, disprețuind un neam întreg și impunându-i un regim de viață care a atentat, cum nu o dată s-a spus, la integritatea forței biologice și morale ale poporului”. El a descris încercările sângeroase de înăbușire a evenimentele revoluționare de la Timișoara ca „forma de maximă agresivitate a unei puteri întemeiate pe teroare, pe ignorarea realității țării, pe disprețul față de popor” și regimul comunist ca „cea mai reacționară formă de guvernare”. Căderea regimului comunist la 22 decembrie 1989 l-a făcut să afirme că „e nevoie ca tot românul să învețe lecția libertății și a demnității și a egalității” și, de asemenea, să susțină necesitatea reconstruirii culturii și spiritualității românești, recunoașterea Bisericii Unite, reformarea Academiei Române și pedepsirea celor care au colaborat cu regimul dictatorial. Gelu Ionescu a sprijinit Manifestațiile din Piața Universității din prima jumătate a anului 1990, evidențiind că noua putere instaurată în România a încălcat libertățile democratice în campania electorală pentru alegerile din 20 mai 1990 (prin calomniile și atacurile FSN la adresa principalelor partide politice) și a respins dialogul cu manifestanții, și a concluzionat că „Frontul, aflat la putere, nu este capabil și nu dorește pornirea pe drumul larg și imparțial al democrației și libertăților” deoarece „vrea să rămână la putere și astfel să încalce un contract al corectitudinii la care s-a angajat”. Într-o emisiune din 13 iunie 1991 a făcut o analiză critică a campaniei naționaliste și antisemite declanșate în anumite publicații românești ca România Mare și Europa, dezvăluind că „această campanie este condusă de Securitate” și reprezintă „o diversiune menită a canaliza nemulțumirea publică pentru eșecul reformelor, și față de starea grea a țării pe drumul periculos al extremismului politic”, evidențiind că Frontul Salvării Naționale, principala forță conducătoare de la acea vreme, manifesta o „indulgență complice” față de aceste atitudini extremiste, cu scopul „de a slăbi opoziția democratică și de a izola țara, de a frîna aspirația spre democrație și reîntoarcere în Europa” și susținând că „rezultatul acestei campanii nu poate decât contribui la izolarea țării și trezirea neîncrederii atât a cancelariilor oficiale, cât și a posibililor investitori de capital și tehnologie în România”.
Gelu Ionescu a obținut cetățenia germană în 1992 și a revenit în vizită în România pentru prima dată în 1993, dar nu a rămas în țară. Sediul postului Radio Europa Liberă a fost mutat apoi de la München la Praga, iar Ionescu a hotărât să rămână în Germania deoarece nu era interesat să realizeze programele din noua grilă a radioului și nici nu-și dorea să locuiască într-o țară din fostul bloc comunist. Opinia sa cu privire la Praga era una superficială, deoarece nu călătorise până atunci în capitala Cehiei, dar i s-a schimbat radical doi ani mai târziu când a ajuns acolo, invitat de Victor Eskenasy Moroșan, și a descoperit „unul din cele mai frumoase orașe din Europa, un oraș în care e o plăcere să trăiești”, iar mutarea sediului postului a fost considerată ulterior o măsură pozitivă, în ciuda micșorării duratei programelor culturale. Această situație l-a determinat însă pe Ionescu să ia în calcul intrarea pentru doi ani în șomaj și apoi pensionarea anticipată.

### Profesor la Heidelberg

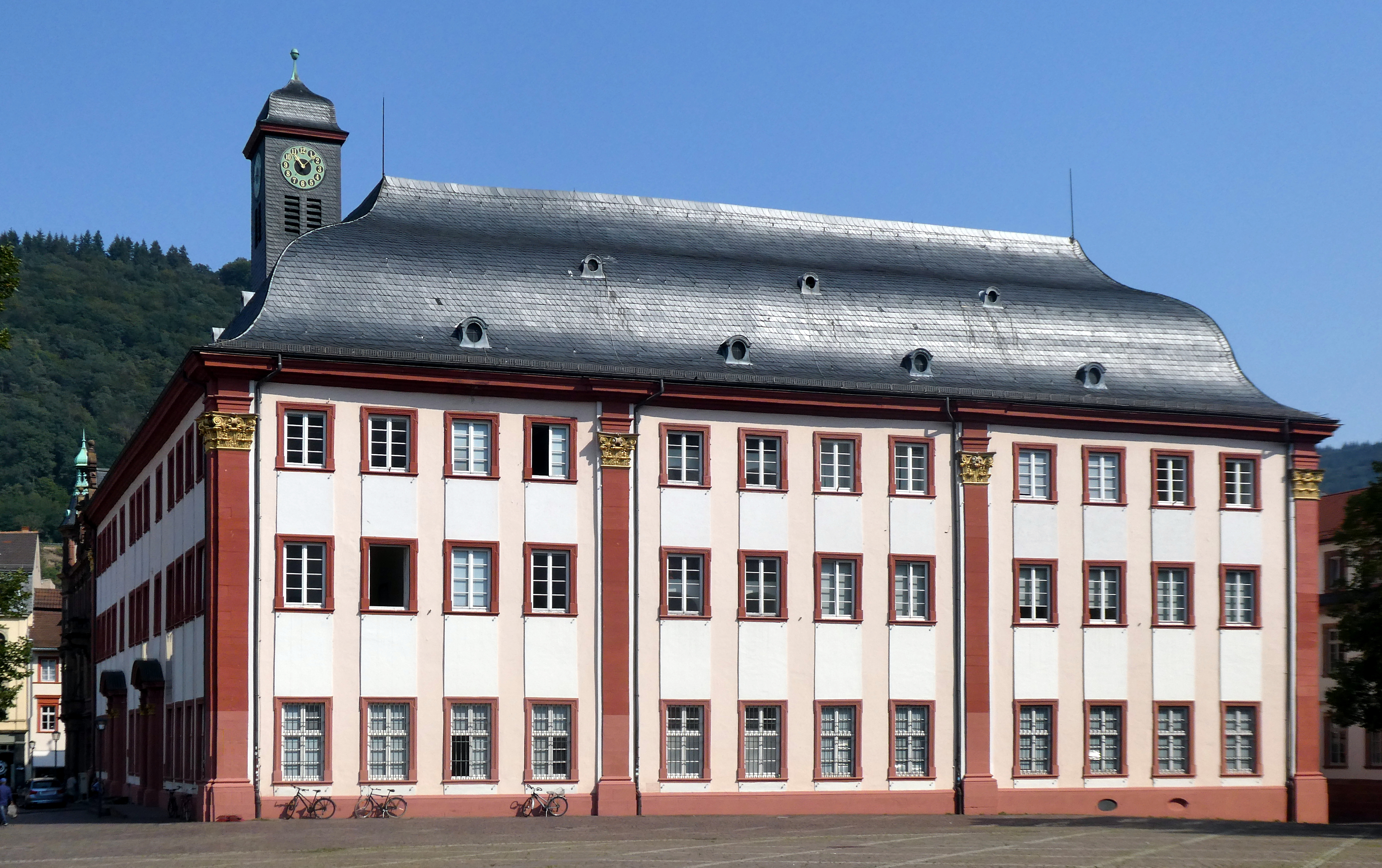
de a Universității din Heidelberg

Invitația profesorului românist Klaus Heitmann (pe care îl cunoscuse în România și care-i publicase teza de doctorat despre Eugen Ionescu în traducere franceză în colecția Studia romanica a Carl Winter Universitätsverlag) de a ocupa postul de lector de limba și literatura română la Seminarul de romanistică al Universității din Heidelberg, care rămăsese vacant prin pensionarea lui Sami Damian, a venit la momentul oportun, iar Gelu Ionescu a acceptat în vara anului 1995 să-și reia cariera didactică după 13 ani de întrerupere. El a predat timp de șapte ani la Universitatea din Heidelberg, până în anul 2002, când s-a pensionat. A continuat să locuiască în tot acest timp la München, ca urmare a faptului că fiica sa, Domnica, refuza să plece de acolo, și a făcut săptămânal naveta cu trenul (aprox. 660 km) la Heidelberg, unde rămânea două sau trei zile.
Profesorul Ionescu nu vorbea prea bine limba germană, așa că s-a folosit la început de limba franceză în predarea cursurilor de limba română, și a început să recitească literatura scriitorilor români clasici, îndeosebi a celor interbelici, pentru a putea preda operele cele mai semnificative în plan universal ale scriitorilor români. Studenții cursului de limba română făceau parte din mai multe categorii: studenți romaniști care trebuiau să urmeze două semestre cursurile unei limbi romanice secundare (precum româna, catalana sau portugheza), studenți interesați în mod deosebit de limba română, tineri sași și șvabi originari din România care urmaseră cursurile unei școli românești și voiau să-și îmbunățească cunoștințele de limbă și români emigrați în Germania care alegeau limba omână ca obiect principal de studiu. În afara cursului de predare a limbii române, se mai făcea la Heidelberg un curs și un seminar de literatură română, care era frecventat numai de studenții ce vorbeau fluent limba română (români emigrați în Germania sau sași și șvabi originari din România). A predat la seminar poezia lui Mihai Eminescu, Lucian Blaga, Tudor Arghezi, George Bacovia și Ion Barbu, nuvelistica și romanul lui Mircea Eliade, opera lui Ion Luca și Mateiu Caragiale, nuvela fantastică românească și figura țăranului în proza românească a lui Ioan Slavici și Liviu Rebreanu. A invitat la seminar pentru a ține conferințe pe diverse teme, în virtutea tradiției, numeroși profesori sau scriitori din România, care se aflau prin Germania, precum Paul Cornea, Mircea Martin, Livius Ciocârlie, Monica Spiridon, Mircea Cărtărescu, Florin Manolescu, Matei Călinescu, Gabriela Adameșteanu, Horia-Roman Patapievici, Lucian Boia ș.a.
A locuit în acest timp într-o casă veche de 200 de ani de pe strada Plöck – o stradă istorică de unde începe urcușul către Castelul Heidelberg și pe care locuiseră odinioară filozoful Hegel, filozoful și psihiatrul Karl Jaspers și compozitorul rus Borodin. În timpul liber făcea zilnic plimbări solitare atât pe străduțele vechi ale orașului, cât și pe malurile râului Neckar („cel frumos și lin curgător, rîu romantic chemat de marea vîltoare a apropiatului Rin, fluviul cel majestuos și cosmopolit”), pe care-l traversa adesea pe Podul Vechi⁠(en)[traduceți] pentru a admira momentul înserării. „Mi se împlinea astfel un vis al meu din tinerețe – și anume acela de a mă «freca» zilnic de ziduri seculare, să dau cu ochii în fiecare dimineață de o biserică gotică⁠(en)[traduceți], de o casă din Renaștere – cum este faimoasa Casă a cavalerului⁠(de)[traduceți] din Piața Primăriei⁠(de)[traduceți], casă datînd din secolul al 16-lea, sau cele două fațade ale castelului distrus în mare parte de... Regele Soare. Am convingerea că marea cultură nu se naște decît în preajma vechilor monumente care-ți devin familiare, pe care le ai în preajma casei tale, încă din copilărie, o cultură care vine din vechimea ambientală”, cugeta profesorul Ionescu.
Retras din activitate, Gelu Ionescu a suferit de depresie la începutul anilor 2000, tratându-se cu medicamente și fiind internat de două ori în spital (o dată cinci luni și a doua oară trei luni). Primele simptome ale acestei boli au început să se manifeste încă din perioada când lucra la Radio Europa Liberă, mai precis după moartea prietenului Vlad Georgescu la începutul anului 1989.

## Activitatea literară
Gelu Ionescu a scris recenzii și articole de critică literară încă din perioada facultății, debutând în 1962 în paginile revistei Contemporanul, săptămânal politic, social și cultural al Consiliului Culturii și Educației Socialiste din Republica Populară Română. A colaborat apoi la revistele Viața Românească, Cinema, Amfiteatru, România literară, Steaua (unde a realizat cronica traducătorului în anii 1975–1980) și Caiete critice (la care a fost redactor coordonator în perioada 1975–1982) și a devenit membru al Uniunii Scriitorilor din România în anul 1976. A publicat până la plecarea din România două volume: vol. de studii și eseuri Romanul lecturii (1976) și vol. de critică și eseistică Orizontul traducerii (1981). Prima sa carte a fost scrisă „inegal și cu stângăcii”, considera ulterior autorul cu un spirit autocritic, în timp ce a doua carte, care conținea o serie de eseuri despre traducerea în limba română a operelor unor scriitori ca Goethe, Tom Wolfe sau Gabriel García Márquez și celebra astfel Weltliteratur, este privită cu mai multă bunăvoință.
A desfășurat o activitate intensă de istoric literar, remarcându-se prin editarea, în colaborare cu Sorin Alexandrescu, Matei Călinescu și George Gană, a primelor 11 volume din seria de Opere ale lui Tudor Vianu (1971–1982) și prin îngrijirea și prefațarea unor antologii din teatrul lui Eugen Ionescu (1970), din povestirile lui Vasile Voiculescu (1975) și din scrierile de călătorie ale lui Tudor Vianu (1978). S-a evidențiat ca unul dintre cei mai cunoscuți comentatori ai operei lui Eugen Ionescu, cu privire la care s-a documentat în timpul unei călătorii efectuate la Paris în 1972 la invitația dramaturgului de origine română. A participat cu două conferințe la colocviul „Ionesco” de la Cerisy-la-Salle, Franța (1978), care au fost publicate ulterior în vol. Ionesco – Situations et perspectives (1980), a scris o postfață la vol. Eugène Ionesco, Hugoliade (1982), precum și un studiu referitor la începuturile literare ale dramaturgului, care a apărut într-o versiune scurtată în limba franceză intitulată Les débuts littéraires roumains d’Eugène Ionesco (1926–1940) mai întâi la începutul anului 1989 la Heidelberg, la recomandarea profesorului Klaus Heitmann, și apoi în versiunea integrală intitulată Anatomia unei negații în 1991 la București. A contribuit, de asemenea, la volumul colectiv Ionesco – Situations et perspectives (Belfond, 1980) și a volumul Eugène Ionesco, Hugoliade (Gallimard, 1982). Studiul dedicat lui Eugen Ionescu a fost reevaluat de autor, care i-a recunoscut ulterior doar o valoare documentară din cauza „informației precare” la care avusese acces și a „spiritului autocenzurii” din epoca în care a fost scrisă. Autorul a afirmată că lucrarea sa „era perimată pe toată suprafața, [...] dar deloc în cele două-trei observații fundamentale, care au fost preluate de toți… «urmașii»”.
După căderea regimului comunist, Gelu Ionescu a colaborat din nou la revistele literare din România: România literară, 22, Vatra și Apostrof, scriind cronici literare despre cele mai valoroase cărți românești care apăruseră în anii anteriori. A publicat ulterior două scrieri autobiografice: Copacul din cîmpie (2003) și Covorul cu scorpioni (2006), în care a prezentat o galerie de personalități culturale românești atât din România, cât și din exil, și prin care s-a dovedit a fi pasionat atât de literatură, cât și de muzica clasică. Copacul din cîmpie, prima sa carte de memorii, este formată din capitolele „Istoria, istoria...”, „Doisprezece ani la Europa liberă”, „Șapte ani la Heidelberg”, „Răzlețe” și „Cărțile”, precum și din „Două scrisori” (una „spaniolă” și alta „bavareză”) adresate prietenului Ion Vartic, „Patru convorbiri” cu patru redactori din presa culturală românească (Dan C. Mihăilescu, Al. Cistelecan, Tita Chiper și Svetlana Cârstean), comentarii referitoare la „memorialistica unor prieteni” (Mircea Zaciu, Virgil Ierunca și Monica Lovinescu), perspectiva sa cu privire la polemica iscată în jurul lui Tudor Vianu și două eseuri (unul referitor la Eminescu și altul la Caragiale). O mare parte a cronicilor literare apărute în revista Apostrof au fost adunate ulterior în volumul Tîrziu, de departe... (2012), care nu a avut însă prea mare ecou, fiind menționat doar în trei cronici. A scris apoi câteva eseuri despre piesele lui Shakespeare (activitate care i-a provocat o bucurie „fără egal”), pe care le-a adunat, de asemenea, în volumul Cartea lui Prospero. Eseuri despre douăsprezece piese de William Shakespeare (2017).
Activitatea publicistică a lui Gelu Ionescu i-a fost recunoscută prin decernarea Premiului Uniunii Scriitorilor pentru debut (1976) pentru Romanul lecturii, a Premiului Uniunii Scriitorilor pentru critică și istorie literară (1991) pentru Anatomia unei negații și a Marelui Premiu al Asociației Scriitorilor Profesioniști din România (ASPRO) pe anul 2003 la Târgul Internațional de Carte Bookarest din 2004 pentru Copacul din cîmpie.

## Opinii personale pe teme politice și literare
Criticul și eseistul Gelu Ionescu cultivă în scrierile sale un radicalism politic și etic, susținând că este necesară o revizuire a ierarhiei istoriei literare românești. El evidențiază izolarea culturii române și sancționează provincialismul intelectualității românești, care conservă o mentalitate rurală „de lăutar bun numai pentru «bătuta locală»” („Poți fi pitoresc, poți smulge aplauze, dar a doua zi ai fost uitat – pentru că tu confunzi Călușul cu Divina Comedie”) și simte o „mândrie nătângă” în fața aceste izolări. Susține, de asemenea, că poporul român trebuie să renunțe la mentalitatea conservată în ultimul secol că limba română este „cea mai frumoasă și cea mai bogată din lume”, la mania persecuției și la ideea „complotului universal antiromânesc”, care l-ar putea face pe un intelectual străin să considere că românii sunt „un neam de idioți”. În opinia sa, o mare parte a mândriei naționale este nejustificată, menționând ca exemplu că „admirația pentru țăran și sat existentă în discursuri academice nu se prea potrivește cu primitivitatea și agresivitatea eroilor din romane și nuvele”. În plan politic, Ionescu condamnă antisemitismul, regimul comunist și încercarea de reabilitare a regimului antonescian, pe care o consideră dovada unei gândiri imature captive unui „naționalism și antisemitism oribil”. Alte comportamente reprobabile în plan etic sunt, de asemenea, aservirea intelectualității unor regimuri totalitare în schimbul unor sinecuri și altor avantaje și perpetuarea la putere a unor indivizi care au servit anterior regimul comunist. Ionescu a reproșat intelectualității românești că nu a revendicat o mai mare libertate în timpul regimului comunist și că a avut un comportament duplicitar pentru a nu-și pierde rangurile dobândite. În opinia eseistului Radu Cosașu, Gelu Ionescu a respins maniheismul și s-a dovedit a fi „exemplar în discreție și decență”, cu toate că i-a disprețuit cu virulență pe „megalomanii literați” și pe „fanaticii ideologici”.
Cronicile și interviurile publicate la începutul secolului al XXI-lea de Gelu Ionescu au evidențiat că există numeroși scriitori români buni, precum Doina Ruști, Filip Florian, Cristian Teodorescu, Florina Ilis, O. Nimigean, Matei Vișniec, Dan Lungu, Lucian Dan Teodorovici, Radu Mareș, Radu Aldulescu, Marta Petreu, că Mircea Cărtărescu este „unul dintre cei mai importanți scriitori din lumea de azi”, ale cărui cărți „pot sta, cu toată siguranța, între cele mai valoroase ale acestui început de mileniu”, și că literatura română a începutului de mileniu este valoroasă. În același timp, Gelu Ionescu a considerat că mediul literar contemporan a dovedit că, dintr-o anumită perspectivă, este parțial ingrat prin minimalizarea unor scriitori mai vechi ca Augustin Buzura și Nicolae Breban sau prin denigrarea tendențioasă a lui Ștefan Augustin Doinaș (care a fost transformat aproape într-o „canalie” de unii literați diletanți care nu cunoșteau și nu înțelegeau epoca în care a trăit poetul). În opinia profesorului Ionescu, critica literară românească din perioada contemporană este scrisă, de asemenea, „cu seriozitate și competență”. Gelu Ionescu a recomandat criticilor și istoricilor literari să nu-și mai piardă timpul cu scrierea unei noi istorii a literaturii române, deoarece acest lucru s-a făcut deja, și să se ocupe mai degrabă cu prezentarea analitică a operelor marilor scriitori ai lumii pentru ca literatura universală de valoare să devină accesibilă publicului instruit din România. El și-a exprimat bucuria că scriitorii români au început să fie traduși în tot mai multe limbi străine și, de asemenea, optimismul că literatura română va reuși să pătrundă în circuitul universal al literaturii, susținând că instituțiile statului român trebuie să se implice mai mult în promovarea talentului artistic autohton.
S-a considerat „un sedentar ce preferă prispa casei Orient-Express-ului, și tinda, supersonicului” și a afirmat că este pasionat de călătoriile cinematografice, ceea ce l-a făcut, într-un articol publicat în anul 1973 în revista Cinema, să-și exprime regretul că filmul românesc nu a reușit să reconstituie memorabil atmosfera și farmecul Bucureștiului („fie Bucureștiul acela fabulos al lui Mateiu Caragiale, fie cel măreț și orgolios visat de George Călinescu, fie cel pitoresc și atît de exact totodată al lui Petru Popescu — sau al altor prozatori contemporani”) sau al târgurilor românești de provincie („sordide dar și fermecătoare ce-au încadrat și determinat copilăria și adolescența atîtora dintre noi”), care începeau să se piardă odată cu trecerea anilor. Farmecul spațiilor provinciale românești, descris de o mare parte a literaturii clasice românești, risca să dispară astfel din conștiința colectivă a populației, fiind conservat doar într-o mică măsură în unele filme documentare ale studioului Sahia.
Bun cunoscător al limbii franceze, Gelu Ionescu a trăit peste 40 de ani în Germania, mărturisind că, în ciuda faptului că și-a „frecat” zilnic ochii de zidurile medievale ale Heidelbergului, a rămas izolat în „ghetoul” intelectual al culturii române, neavând un contact direct cu elita intelectuală germană. Profesorul mărturisea că a început să-și scrie memoriile încă din anul 1994, potrivit unui interviu acordat lui Al. Cistelecan pentru revista Vatra în 1996, și alesese deja titlul cărții: Copacul din cîmpie, deoarece susținea că într-o altă viață ar vrea să fie „un copac din cîmpie. Un copac secular, mare, solitar, rămuros, puternic, aproape invulnerabil, într-o cîmpie ușor vălurată”, ceea ce a fost interpretat ca o recunoaștere a faptului că a rămas un exilat până la sfârșitul vieții sale. Într-un interviu acordat jurnalistei Mihaela Crăciun la München și difuzat pe 2 august 2019 în cadrul emisiunii „Aici e Radio Europa Liberă” de la TVR Internațional, profesorul Gelu Ionescu descria astfel relația sa cu cultura română: „Nici un moment nu m-am gândit să mă despart de cultura română. Pur și simplu în ea exist, la ea raportez întreaga mea viață. [...] Nu voi fi niciodată altceva decât un intelectual – un scriitor – de origine și de limbă română, care a optat, din disperare, pentru exil. Această evidență mi-o asum fără exaltări de entuziasm sau autoadmirație, dar și fără lamentație sau nostalgii lacrimogene; fără a mă putea consola pentru neșansa de a nu mă fi născut în Occidentul european, într-o limbă, țară și cultură de mare circulație”.
În ceea ce privește viitorul, Gelu Ionescu și-a exprimat îngrijorarea că societatea umană a viitorului se schimbă „radical, incomprehensibil de repede și cu urmări inimaginabile” și evoluează către „un fel de autism” ca urmare a progresului tehnic care-i transformă pe oameni în sclavi ai tehnologiei. Creșterea rolului tehnologiei contribuie, în opinia sa, la reducerea capacității de gândire și a individualității oamenilor, transformându-i pe oameni în mase manipulabile și pe conducătorii politici în persoane mediocre, lipsite de conștiință morală. Urmările schimbării modului de viață vor fi migrațiile masive și proliferarea terorismului.

## Scrieri

### Cărți
- Romanul lecturii : [studii critice], Editura Cartea Românească, București, 1976;[4]
- Orizontul traducerii, Editura Univers, București, 1981 (ediția a II-a revăzută, Editura Institutului Cultural Român, București, 2004);[4]
- Les débuts littéraires roumains d’Eugène Ionesco (1926–1940), Carl Winter Universitätsverlag, Heidelberg, Studia Romanica, 75. Heft, 1989;[4]
- Anatomia unei negații: scrierile lui Eugen Ionescu în limba română, 1927–1940, Editura Minerva, București, 1991;[4]
- Copacul din cîmpie: scrieri memorialistice, Editura Polirom, Iași, 2003;[4]
- Covorul cu scorpioni: douăsprezece fragmente memorialistice, Editura Polirom, Iași, 2006;[4]
- Tîrziu, de departe..., Editura Cartea Românească, București, 2012;[12]
- Cartea lui Prospero. Eseuri despre douăsprezece piese de William Shakespeare, Editura Humanitas, București, 2017.

### Articole
- „Spectacolele săptămînii: «Cine ești dumneata, domnule Sorge?»”, Contemporanul, anul XIX (44 (994)), p. 5, 29 octombrie 1965, accesat în 30 iunie 2025
- „Pe ecrane: Eclipsa. Pro sau Contra”, Cinema, anul VII (4 (76)), p. 33, 1 aprilie 1969, accesat în 30 iunie 2025
- „Film și literatură: Urare neconvențională”, Cinema, anul VIII (11 (95)), p. 37, 1 noiembrie 1970, accesat în 30 iunie 2025
- „Film și literatură: Shakespeare în travesti (II)”, Cinema, anul IX (6 (102)), p. 11, 1 iunie 1971, accesat în 30 iunie 2025
- „Film și literatură: Locurile”, Cinema, anul XI (6 (126)), p. 51, 1 iunie 1973, accesat în 30 iunie 2025
- „Filmul și literatura: Pelicula și verbul «a conserva»”, Cinema, anul XIII (7 (151)), p. 14, 1 iulie 1975, accesat în 30 iunie 2025
- „Filmul și literatura: Comèdii”, Cinema, anul XIII (10 (154)), p. 15, 1 octombrie 1975, accesat în 30 iunie 2025
- „Filmul și literatura: Romane in retro”, Cinema, anul XIII (11 (155)), p. 15, 1 noiembrie 1975, accesat în 30 iunie 2025
- „La Centenar”, Cinema, anul XV (4 (172)), p. 3, 1 aprilie 1977, accesat în 30 iunie 2025